# Keeping Up with the Joneses
Keeping Up with the Joneses (prt: Keeping Up with the Joneses; bra: Vizinhos Nada Secretos) é um filme de comédia e de ação americano de 2016 dirigido por Greg Mottola e escrito por Michael LeSieur. Estrelando Zach Galifianakis, Jon Hamm, Isla Fisher e Gal Gadot. O filme segue um casal suburbano (Galifianakis e Fisher) que começam a suspeitar que seus novos vizinhos (Hamm e Gadot) são agentes secretos. O filme foi lançado em 21 de outubro de 2016 pela 20th Century Fox, recebeu críticas geralmente negativas e foi um fracasso de bilheteria, onde lucrou US$ 29 milhões contra o orçamento de US$ 40 milhões.

## Elenco
- Zach Galifianakis como Jeff Gaffney, marido de Karen e pai de Patrick e Mikey
- Jon Hamm como Tim Jones, marido de Natalie e o amigo de Jeff
- Isla Fisher como Karen Gaffney, esposa de Jeff e mãe Patrick e Mikey
- Gal Gadot como Natalie Jones, a esposa de Tim e amiga de Karen
- Matt Walsh como Dan Craverston, marido de Meg
- Maribeth Monroe como Meg Craverston, esposa de Dan
- Michael Liu como Yang
- Ari Shaffir como Oren
- Patton Oswalt como Bruce Springstine/Scorpion
- Kevin Dunn como Carl Pronger
- Jona Xiao como Stacey Chung
- Henry Boston como Patrick Gaffney, um dos dois filhos de Jeff e Karen e irmão de Mikey
- Jack McQuaid como Mikey Gaffney, um dos dois filhos de Jeff e Karen e o irmão de Patrick

## Produção

### Filmagens
A filmagem do filme começou em 20 de abril de 2015, em Atlanta, na Geórgia.

## Resposta da crítica
No site agregador de críticas Rotten Tomatoes, 19% das 124 resenhas dos críticos são positivas, com uma classificação média de 4,4/10. O consenso do site diz: "Keeping Up with the Joneses desperdiça uma premissa decente — e um elenco talentoso e cheio de pessoas engraçadas — em uma aventura de espionagem suburbana sem graça e sem graça." O Metacritic, que usa uma média ponderada, atribuiu ao filme uma pontuação de 34 em 100, baseado em 31 críticos, indicando críticas "geralmente desfavoráveis". O público pesquisado pelo CinemaScore deu ao filme uma nota média de "B−" em uma escala de A+ a F.

## Prêmios e nomeações
| Prêmio                      | Categoria              | Indicado                    | Resultado |
| --------------------------- | ---------------------- | --------------------------- | --------- |
| Prêmios Teen Choice de 2017 | Melhor ator em comédia | Zach Galifianakis           | Indicado  |
| Prêmios Teen Choice de 2017 | Atriz em comédia       | Gal Gadot                   | Indicado  |
| Prêmios Teen Choice de 2017 | Filme de comédia       | Keeping Up with the Joneses | Indicado  |